# 佘自强 (医生)
佘自强（1950年—2015年6月10日），广东省中医院资深药师，以在广州日报「今日靓汤」栏目和城事特搜「特搜靓汤」栏目介绍汤谱而闻名，并因此获得「岭南汤王」的称号。
于2015年6月10日凌晨2点，因突发脑溢血，抢救无效病逝，终年65岁。

## 介绍汤谱
佘自强最早于2005年5月18日受广州日报邀请开设「今日靓汤」栏目介绍汤谱，由于广东地区的民众有饮用汤水的习惯，并且会根据时令推出适时的汤方，因此得到以家庭主妇为主的读者欢迎和支持。2010年1月，发行了收录汤谱的同栏目名书籍《今日靓汤》发行，之后继续发行多版。2006年12月份
曾在中央电视台「健康之路」节目介绍广东汤方。除此之外，也客串在城事特搜节目「特搜靓汤」栏目介绍汤谱，直接病逝前一天仍在录制节目。

## 出版书籍
- 《今日靓汤》系列